# Karin Grenc
Karin Grenc (Split, 1971.) je hrvatska grafička dizajnerica i slikarica. Bavi se i kiparstvom. Djela joj se nalaze u privatnim zbirkama po svijetu. Osim na brojnim skupnim izložbama u Hrvatskoj i inozemstvu, samostalno je izlagala na 14 izložbi. Često sudjeluje na likovnim kolonijama i humanitarnim aukcijama.
Živi i radi u Splitu. Članica je Hrvatske udruge likovnih umjetnika Split.

#### Samostalne izložbe[1]
- 2013. - Uje oil bar, Split, „Naplavine duše“
- 2012. - galerija Vinko Draganja OP, Split, „…i postao čovjekom“
- 2010. - Muzej grada Trogira, Trogir, „Plavo kao…“
- 2009. - Salon Galić, Split, „Anđeo čuvar“

## Vanjske poveznice
- Profil na hulu-split.hr